# Jacek Urban
Jacek Urban (ur. 12 sierpnia 1953 w Nisku) – polski duchowny katolicki, prałat (kapelan Jego Świątobliwości), kanonik krakowskiej kapituły katedralnej i jej dziekan, profesor nauk humanistycznych, specjalista w zakresie historii, specjalność: historia Kościoła, profesor Uniwersytetu Papieskiego Jana Pawła II w Krakowie, dziekan Wydziału Historii i Dziedzictwa Kulturowego UPJP2 w latach 2016-2024. Specjalista historii powszechnej XIX wieku oraz dziejów Kościoła Powszechnego, zwłaszcza w XIX i XX wieku. Znawca dziejów Krakowa i katedry wawelskiej.

## Życiorys
Ukończył Liceum Ogólnokształcące w Rudniku nad Sanem (1972) i Wyższe Seminarium Duchowne w Krakowie (1978). W 1996 obronił napisaną pod kierunkiem Bolesława Kumora pracę doktorską Krakowska Kapituła Katedralna w latach 1795-1945. W 2001 uzyskał stopień doktora habilitowanego na podstawie dorobku naukowego oraz rozprawy pt. Katedra na Wawelu 1795-1918.
Od 2009 jest kanonikiem gremialnym, a od 2019 dziekanem kapituły katedralnej na Wawelu. W 2009 wydał kolejne dzieło dotyczące krakowskiej katedry Katedra na Wawelu 1918-2008.
W latach 2016-2024 pełnił funkcję dziekana Wydziału Historii i Dziedzictwa Kulturowego Uniwersytetu Papieskiego Jana Pawła II w Krakowie.
Odznaczony Srebrnym (2007) i Złotym (2021) Krzyżem Zasługi.